# Politieke Inlichtingendienst
De Politieke Inlichtingendienst (PID), was een geheime dienst en de belangrijkste veiligheidsdienst voor Nederlands-Indië vanaf 1916 tot aan het uiteenvallen in 1945. Het hoofdkwartier ervan was gevestigd in Batavia.
De  Politieke Inlichtingendienst was in de jaren twintig en dertig van de twintigste eeuw, zeker het bekendste onderdeel van de Nederlands-Indische politie. De PID had de reputatie alomtegenwoordig en alwetend te zijn, althans met betrekking tot de organisaties en individuen die een bedreiging vormden voor de vrede en orde. Het werk van die PID vond grotendeels plaats in beslotenheid. Er is heel weinig bekend over de activiteiten in publicaties en de archieven en er zijn geen ex-PID-medewerkers meer in leven die nog informatie kunnen verstrekken.

## Geschiedenis
De PID bestond officieel van 1916 tot 1919 en werd toen ontbonden. De taken werden enkele jaren later overgedragen aan de Algemeene Recherche Dienst (ARD). De naam PID bleef in gebruik, omdat in Soerabaja en Semarang de afdeling Stadspolitie nog steeds was ingesteld onder de naam PID.

### Taken
Het houden van toezicht op de regels van het recht van vereniging en vergadering en het controleren van de pers was een van de belangrijkste taken van de PID. De belangstelling ging vooral uit naar de activiteiten van Indonesische organisaties die kritisch waren over de regering, van 'loyale' oppositie tegen pogingen om de koloniale overheersing omver te werpen. Deelname van Indonesisch personeel op vergaderingen en in de pers was voor die taak essentieel, vanwege een gebrek aan kennis van de taal aan Nederlandse zijde. De wedana's- en mantri's-politie mochten daarom spitsroeden lopen tijdens vergaderingen waar ze op de eerste rij zaten. Hierbij konden zij sprekers een waarschuwing geven of zelfs vergaderingen opheffen, maar zij hadden hiermee niet de meest benijdenswaardige positie. De PID-mannen werden vaak op de proef gesteld, doordat de sprekers de grenzen van de koloniale tolerantie opzochten door het toepassen van hun woordkeuze of berekenende stiltes, tot vreugde van de toehoorders. De koloniale overheid werd het daardoor lastig gemaakt een passend antwoord te geven.

## Tweede Wereldoorlog
Zie ook: Japanse bezetting van Nederlands-Indië
Medio 1942 (Java op 1 augustus) had het KNIL zijn administratieve taken overgedragen aan het Gunseibu (het Japanse Militaire Bestuur). In het Marine-gebied was het Departement van Marine Civiel Bestuur werkzaam. 
De Gunseibu was een militair apparaat voor civiele administratie dat bestond uit technische, economische en juridische geschoolde Japanse functionarissen. De commandant van het bezettingsleger was in principe het hoofd van de militaire regering, maar liet de feitelijke verantwoordelijkheid voor de burgerlijke administratie over aan zijn stafchef. De Militaire Bestuur had de verantwoordelijkheid om orde en vrede te handhaven, natuurlijke hulpbronnen in de veroverde gebieden te exploiteren en de Japanse bezettingsmacht zelfvoorzienend te maken. Het toezicht op de naleving van de Japanse regelgeving was in handen van de Kempeitai, de Japanse militaire politie. Deze werd bijgestaan door Indonesische functionarissen van de PID.
Veel van de nieuwkomers van de PID werden opgeleid door de Japanners en bevonden zich bij de heropende Opleidingsschool voor de Politie in Sukabumi, kwamen naast de enige politieschool die Nederlands-Indië kende, politiescholen kwamen in allerlei plaatsen. Het lijkt plausibel dat daardoor het aantal politiemannen van de PID aanzienlijk was toegenomen. De Kempeitai, waaronder ook de Indonesische PID viel, maakte zich al snel gehaat door hun wrede daden; de Japanners hadden dit deel van het Nederlandse overheidsapparaat volledig ondergeschikt gemaakt aan hun doeleinden. Wie het bijvoorbeeld waagde om naar buitenlandse radio-uitzendingen te luisteren, moest vrezen dat hij zou worden gerapporteerd door fanatieke verraders van de PID.
Kort na de evacuatie uit Nederlands-Indië werd een Australische inlichtingendienst in Australië opgezet in opdracht van de Nederlandse bevelhebber van de troepen in het oosten, admiraal Conrad Helfrich. 
Het heette de Netherlands Forces Intelligence Service (NEFIS) en was gevestigd in Melbourne. Deze dienst bestond aanvankelijk uit twee afdelingen: NEFIS I, verantwoordelijk voor militaire rapportage, en NEFIS II, verantwoordelijk voor beveiliging.